# Capitulaciones de Zipaquirá
Las Capitulaciones de Zipaquirá fueron un conjunto de acuerdos firmados el 8 de junio de 1781 entre los líderes de la rebelión de los Comuneros y las autoridades del Virreinato de la Nueva Granada. Los acuerdos se hicieron en Zipaquirá entre el líder comunero Juan Francisco Berbeo y una comisión enviada por la Junta Suprema de Tribunales de la Real Audiencia de Santa Fe presidida por el arzobispo Antonio Caballero y Góngora, dos oidores, el alcalde de Santafé y cuatro capitanes generales escogidos en representación de los vecinos de la capital del virreinato.
Estos acuerdos hacen parte del evento histórico conocido como la Insurrección de los Comuneros en el Virreinato de la Nueva Granada, en respuesta inmediata a las medidas tomadas por el visitador regente Juan Francisco Gutiérrez de Piñeres. Este evento marcó un intento de resolver pacíficamente el conflicto originado por las duras condiciones económicas que azotaban al reino en aquellos años y las altas tasas impositivas impuestas por el gobierno español tras la reformas borbónicas por la Guerra del Asiento contra Gran Bretaña, que desencadenaron un descontento general al grito de “Viva el Rey y muera el mal gobierno”.
Las Capitulaciones de Zipaquirá no lograron cumplir todas las demandas de los Comuneros, ya que fueron desconocidas por el virrey el 7 de junio de 1781. Días después, el Real Acuerdo de Justicia y la Junta Superior de Tribunales de Santa Fe repudiaron los acuerdos. Algunos sostienen que nunca fueron tomados en cuenta, puesto que el alcalde de Santa Fe, Eustaquio Galavís Hurtado del Águila, creó un documento de nulidad. Este documento es hoy conocido en la historia de Colombia como el acta secreta de las capitulaciones de Zipaquirá, en el que se sostenía que todo lo que se iba a pactar iba a ser bajo imposición y a la fuerza. Dicho documento fue firmado el 6 de junio de 1781 en una capilla de Zipaquirá, un día antes de la firma de las capitulaciones, el alcalde estaba acompañado de Antonio José de Tobar, Joaquín Lasso de la Vega y José Ignacio Gaitán como testigos, por lo que el virrey, desde Cartagena de Indias, desconoce los acuerdos.